# Гиљермо Субијабре
Гиљермо Субијабре Асторга (Осорно, 25. фебруар 1903 — Сантијаго, 11. април 1964) био је чилеански фудбалер који је играо на позицији нападача.
Запамћен је као фудбалер са снажним ударцем. Играо је у клубовима Сантијаго Вандерерс и Коло Коло, као и у репрезентацији Чилеа, с којом је учествовао на Олимпијским играма 1928. и Светском првенству 1930.

## Биографија
Рођен је у Осорну 25. фебруара 1903. године. Почео је да игра за ФК Ренџерсима, аматерском клубу из Осорна, а са 21 годину његове фудбалске вештине га издвајају међу вршњацима. Продоран, снажан нападач који увек има циљ да постигне гол. Прилика долази веома брзо, јер се 1924. играју такозвана „Национална првенства“, где је Гиљермо позван да се придружи селекцији. На овом турниру је одиграо сјајно и показао своју урођеност ка постизању голова. Велики напредак у његовој фудбалској каријери догодио се две године касније, када се придружио морнарици, која му је дала могућност да потпише за Сантијаго Вандерерс. Тих дана Субијабре је позван да буде део централне зоне, у којој је још једном показао свој таленат и квалитет у две утакмице одигране против Реал Депортиво Еспањол, који су били у посети Чилеу, у којој је постигао три гола. Ово снажно привлачи пажњу тренера Росетија, тренера чилеанског тима.
После јужноамеричке, дизалице Сантиаго почињу да га искушавају. У том контексту, појављује се Цоло Цоло, који игра своју прву утакмицу за албосе 18. децембра 1926. године (као појачање пријатељске), која ће бити дефинитивно интегрисана, јануара 1927. године, поводом дуге турнеје Цацикуеа по седам америчких земаља и Европи. Ширио је "кокице" током међународне турнеје Цоло-Цоло 1927 .  Након путовања, он преузима свог покојног пријатеља Ареллана у вођству тима, заједно са другим транспарентима као што су Сааведра, Сцхнеебергер и Јосе Мигуел Олгуин. Са њима и другима успева да освоји три титуле, две за Централну фудбалску лигу Сантијага и једну за Главни фудбалски савез.
Две године касније, у јулу 1933. године, непосредно пре почетка првог чилеанског професионалног турнира, трагедија је погодила врата у животу „Цхато-а“, пошто су његова млада супруга и син, који је био на путу, умрли када је прво је покушавала да роди. Чињеница је, наравно, имала погубан ефекат на Субиабреа који је, депресиван, размишљао о томе да се одмакне од фудбала. Али две недеље касније добија позив да оде да игра за Цоло Цоло у Перуу. Путовање му служи да разбистри мисли и делимично се опорави од тешког ударца судбине. То је део радознале иницијативе, која окупља чилеанско-перуански тим да би играла у другим земљама Америке, а касније и у Европи. У сезони 1934. године албос је са прекидима био интегрисан. Игра пет утакмица и постиже четири гола, али Цоло Цоло стиже тек до трећег места на том турниру, што би било последње у његовој каријери. 
После пензионисања из фудбала, био је порески службеник; Радим у Ризници Сантиага. Затим је отишао у Цонцхали и био је вођа и директор компаније Цоло Цоло неколико година у разним временима, све до своје смрти, услед хроничног нефритиса, 1964. године.

## Национална селекција
Гуиллермо Субиабре је изабран за Чиле између 1926. и 1930. године, играо је за чилеански фудбалски тим на јужноамеричком првенству 1926. године, учествовао је у првој победи чилеанског тима, у утакмици коју је Боливија добила 7: 1, у четири утакмице постигао је 2 гола. На Олимпијским играма у Амстердаму у три утакмице постигао је 4 гола, у којима се истиче тројка која одговара Мексику за такозвани „Куп Цонсуело“, у утакмици против Países Bajos је био капитен Чилеа због одсуства Гуиллерма Сааведре.
Две године касније, на Светском првенству 1930. у три утакмице постигао је 2 гола и подигао би се као један од транспарента националног тима, на терену и ван њега, многи се сећају његовог беса у првој утакмици са Мексиком, где се, упркос победе за Чиле, није крио фрустрацију због тога што није успео да постигне гол, нити такође главом против Француске, у којој би показао сву своју ваздушну моћ. У мечу против Argentina је капитен Чилеа због одсуства због повреде Царлоса Сцхнеебергера ; тамо се одиграло најупечатљивије поглавље „Цхато-а“ на том Светском првенству: то би била легендарна комбинација која је погодила Аргентинца Луиса Монтија, у поразу против транс-андског тима. 
Укупно је одиграо 14 утакмица, било је 10 званичних утакмица, где је постигао 8 голова за чилеански фудбалски тим са просечним резултатом голова за национални тим од 80%. Такође је постигао 3 незванична гола против репрезентације Франкфурта и репрезентације Келна.